# Zacharias Topelius

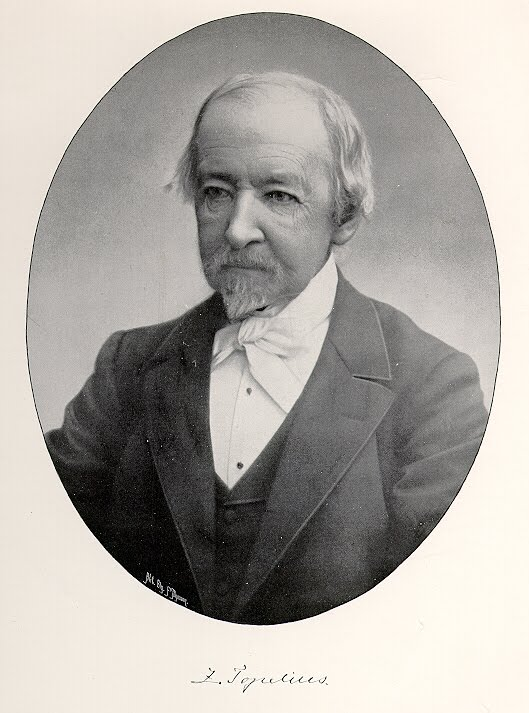
Zacharias Topelius, 1890

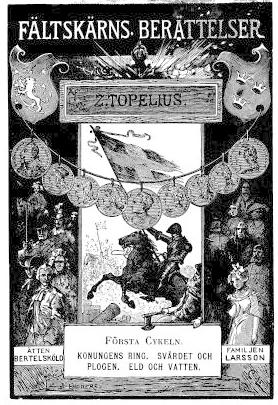
Titelblad van Fältskärns berättelser

Zacharias (Zachris, Sakari) Topelius (Nykarleby, 14 januari 1818 – Sipoo, 12 maart 1898) was een Fins schrijver, journalist en rector van de Universiteit van Helsinki. Hij geldt in Finland als een van de belangrijkste culturele figuren uit de 19e eeuw, zeker in de periode tot 1880.

## Achtergrond
De oorspronkelijke achternaam van de familie luidde, heel Fins, Toppila; dit werd door zijn betovergrootvader gelatiniseerd tot Toppelius (later: Topelius). Topelius' vader was arts en verzamelde volkspoëzie. Zodoende kwam Topelius al vroeg in aanraking met literatuur. Topelius was zweedstalig, zoals destijds zovelen in de hogere maatschappelijke klassen, en hij schreef dan ook in het Zweeds. Wel zeer bijzonder in die tijd was dat hij het Fins ook goed beheerste.

## Universitaire en journalistieke carrière
In 1831, op dertienjarige leeftijd, ging hij naar Helsinki, waar hij al snel in contact kwam met Johan Ludvig Runeberg, de belangrijkste Finse dichter van de 19e eeuw. Hij woonde zelfs enige tijd bij Runeberg thuis. Topelius haalde zijn eerste graad in 1840, en zijn licentiaat in 1844. In 1848 werd hij doctor in de filosofie. In 1854 werd hij benoemd tot rector de Universiteit van Helsinki. Ook gaf hij Geschiedenis, Zweeds en Statistiek op het lyceum van Helsinki.
Van 1841 tot 1860 was hij tevens hoofdredacteur van de krant Helsingfors Gazette.

## Literaire carrière
Parallel aan zijn universitaire carrière hield Topelius zich bezig met literatuur. Hij was tamelijk veelzijdig; zo schreef hij honderden gedichten, sprookjes (zijn voorbeeld was Hans Christian Andersen) en liederen. Ook schreef hij het libretto voor de eerste Finse opera Kung Karls jakt (De jacht van koning Karel), alsmede de eerste Finse historische roman Hertiginnan af Finland (De Hertogin van Finland).
Boken om vårt land (Het boek over ons land) was een maatschappelijk belangrijk boek. In dit boek wordt heel Finland per regio in al zijn facetten belicht. Dit boek uit 1875 kwam als geroepen in een tijd dat het land economisch, maatschappelijk en politiek steeds meer één werd. De Finse mensen begonnen mede hierdoor verder te kijken dan hun eigen dorp, hetgeen bijdroeg aan een besef van nationale eenheid. In 1907 waren er 240.000 exemplaren verkocht, een zeer groot aantal in die tijd.
Vandaag de dag worden vooral zijn sprookjes nog het meest gelezen. Een bekende titel in dit verband is nog altijd Läsning för barn (Het lezen voor kinderen), dat rond 1850 in vier delen verscheen, en in 1893 vertaald werd in het Fins.
Een aantal sprookjes van Topelius is vertaald in het Nederlands onder de titel Sprookjes uit Finland. Het werd uitgegeven door J.Philip Kruseman's uitgeversmaatschappij in Den Haag (jaartal onbekend)
- Bibsys: 90089338
- Biblioteca Nacional de España: XX1454451
- Bibliothèque nationale de France: cb121218981 (data)
- Catàleg d'autoritats de noms i títols de Catalunya: 981058522078706706
- CiNii: DA06219521
- Gemeinsame Normdatei: 119241269
- International Standard Name Identifier: 0000 0001 2143 2548
- Library of Congress Control Number: n80013071
- Nationale Bibliotheek van Letland: 000023655
- MusicBrainz: d2f85bb6-52a3-46f5-897b-f25caeb6b6c2
- Bibliotheek van het Japanse parlement: 00458932
- Nationale Bibliotheek van Tsjechië: jn20000701827
- Nationale bibliotheek van Australië: 35346338
- Nationale Bibliotheek van Israël: 987007279030505171
- Nationale Bibliotheek van Polen: a0000001205554
- Nederlandse Thesaurus van Auteursnamen: 072875666
- Réseau des bibliothèques de Suisse occidentale: 02-A003905454
- LIBRIS: 208379
- Système universitaire de documentation: 029635195
- Trove: 920198
- Virtual International Authority File: 90638311
- WorldCat: E39PBJghhVcRbYQcY4GdRYtHYP